# Heavyweight Champ
Heavyweight Champ est un jeu vidéo de combat de boxe créé par Sega en 1976.
Ce jeu est en noir et blanc.

## Accueil
- Commodore User : 9/10[1]